# Castillo de San Sebastián
Castillo de San Sebastián är ett slott i Spanien.   Det ligger i provinsen Provincia de Cádiz och regionen Andalusien, i den sydvästra delen av landet, 500 km sydväst om huvudstaden Madrid. Castillo de San Sebastián ligger 3 meter över havet.
Terrängen runt Castillo de San Sebastián är platt.Runt Castillo de San Sebastián är det mycket tätbefolkat, med 4 039 invånare per kvadratkilometer. Närmaste större samhälle är Cádiz, 1,9 km öster om Castillo de San Sebastián. 